# وزارت ارتباطات اسرائیل
وزارت ارتباطات اسرائیل (انگلیسی: Ministry of Communications، عبری: מִשְׂרָד הַתִּקְשֹׁרֶת‎، ت. «Misrad HaTikshoret») یک آژانس دولتی اسرائیلی است که مسئولیت تنظیم و نظارت بر زیرساخت‌ها و خدمات ارتباطی را بر عهده دارد. نقش اصلی آن مدیریت ارتباطات از راه دور، پخش برنامه‌های رادیویی و تلویزیونی و خدمات پستی است. این وزارتخانه در سال ۱۹۵۲ تأسیس شد و تا سال ۱۹۷۰ با نام وزارت خدمات پستی (عبری: משרד הדואר‎، ت. «Misrad HaDo'ar») شناخته می‌شد.